# Michel Bolduc
Pour les articles homonymes, voir Bolduc.
Michel Bolduc (né le 13 mars 1961 à L'Ange-Gardien, Québec au Canada) est un joueur canadien de hockey sur glace. Son fils aîné Jean-Michel Bolduc a été repêché par une équipe de la Ligue nationale de hockey. Son plus jeune fils Alexandre Bolduc a quant à lui joué dans la LHJMQ.

## Carrière de joueur
Repêché par les Nordiques de Québec en 1980, il commence sa carrière professionnelle en 1981-1982 avec le club-école de ces derniers, l'Express de Fredericton. Il ne joue que 10 parties sur deux saisons avec le club québécois. Il est ensuite réclamé par les Devils du New Jersey mais n'endosse jamais leur uniforme. Il continue à jouer dans les ligues mineures jusqu'en 1987 puis prend sa retraite du hockey.

## Statistiques
| Saison     | Équipe                   | Ligue      |    | Saison régulière | Saison régulière | Saison régulière | Saison régulière | Saison régulière |   | Séries éliminatoires | Séries éliminatoires | Séries éliminatoires | Séries éliminatoires | Séries éliminatoires |
| Saison     | Équipe                   | Ligue      | PJ | B                | A                | Pts              | Pun              | PJ               | B | A                    | Pts                  | Pun                  |                      |                      |
| 1977-1978  | Olympiques de Hull       | LHJMQ      | 60 | 1                | 5                | 6                | 36               | -                | - | -                    | -                    | -                    |                      |                      |
| 1978-1979  | Olympiques de Hull       | LHJMQ      | 6  | 0                | 1                | 1                | 5                | -                | - | -                    | -                    | -                    |                      |                      |
| 1978-1979  | Saguenéens de Chicoutimi | LHJMQ      | 66 | 1                | 23               | 24               | 142              | -                | - | -                    | -                    | -                    |                      |                      |
| 1979-1980  | Saguenéens de Chicoutimi | LHJMQ      | 65 | 3                | 29               | 32               | 219              | 12               | 1 | 3                    | 4                    | 44                   |                      |                      |
| 1980-1981  | Saguenéens de Chicoutimi | LHJMQ      | 67 | 11               | 35               | 46               | 244              | 12               | 0 | 4                    | 4                    | 34                   |                      |                      |
| 1981-1982  | Express de Fredericton   | LAH        | 69 | 4                | 9                | 13               | 130              | -                | - | -                    | -                    | -                    |                      |                      |
| 1981-1982  | Nordiques de Québec      | LNH        | 3  | 0                | 0                | 0                | 0                | -                | - | -                    | -                    | -                    |                      |                      |
| 1982-1983  | Express de Fredericton   | LAH        | 68 | 4                | 18               | 22               | 165              | 11               | 1 | 1                    | 2                    | 50                   |                      |                      |
| 1982-1983  | Nordiques de Québec      | LNH        | 7  | 0                | 0                | 0                | 6                | -                | - | -                    | -                    | -                    |                      |                      |
| 1983-1984  | Express de Fredericton   | LAH        | 70 | 2                | 15               | 17               | 96               | 7                | 0 | 1                    | 1                    | 19                   |                      |                      |
| 1984-1985  | Express de Fredericton   | LAH        | 30 | 0                | 9                | 9                | 74               | -                | - | -                    | -                    | -                    |                      |                      |
| 1984-1985  | Mariners du Maine        | LAH        | 31 | 1                | 7                | 8                | 86               | 11               | 1 | 1                    | 2                    | 23                   |                      |                      |
| 1985-1986  | Mariners du Maine        | LAH        | 66 | 1                | 6                | 7                | 29               | 5                | 0 | 1                    | 1                    | 6                    |                      |                      |
| 1986-1987  | 3L de Rivière-du-Loup    | RHL        | 29 | 2                | 19               | 21               | 105              | -                | 1 | 3                    | 4                    | 6                    |                      |                      |
| Totaux LNH | Totaux LNH               | Totaux LNH | 10 | 0                | 0                | 0                | 6                | -                | - | -                    | -                    | -                    |                      |                      |

## Transactions en carrière
- 25 janvier 1985 : réclamé au ballotage par les Devils du New Jersey des Nordiques de Québec.

## Après-Carrière
Il est devenu ensuite agent des services correctionnels au Centre de détention de Chicoutimi après sa carrière de hockeyeur.